# 2-я Фрунзенская улица
2-я Фру́нзенская у́лица — улица бульварного типа в центре Москвы в Хамовниках между Фрунзенской набережной и Комсомольским проспектом.

## Происхождение названия
Существует три Фрунзенских улицы. Первоначальные названия — 1-я, 2-я и 3-я Хамовнические улицы по расположению в районе Хамовники. Современные названия присвоены в 1956 году по Фрунзенской набережной, к которой они примыкают.

## Описание
2-я Фрунзенская улица начинается от Фрунзенской набережной и проходит на северо-запад параллельно 3-й Фрунзенской улице, с которой соединяется проездами, до Комсомольского проспекта.

## Примечательные здания и сооружения
По нечётной стороне:
- № 5 — Комплекс зданий Московской государственной академии хореографии (1961—1968, архитекторы В. В. Лебедев, С. И. Кучанов, А. Д. Ларин)[1]. Московское хореографическое училище переехало сюда в 1968 году из своего старого здания на Неглинной улице, близ Большого театра. По легенде, изначально здание проектировалось и строилось для художественных мастерских, однако отошло балетной школе по инициативе её директора Софьи Головкиной.
- № 7 — Детский музыкальный театр «Отражение»; Единый информационно-расчётный центр Центрального административного округа ГУ; Центр организации восстановительного лечения для детей № 3;
- № 7А, строение 1 — школа № 171;
- № 9 — Жилой дом. Здесь жил шахматист Саломон Флор[2]. В этом доме бывал Муслим Магомаев[3]. В здании размещается детский центр диагностики и лечения им. Н. А. Семашко.

По чётной стороне:
- № 4 — поликлиника № 2 при Управлении делами Президента РФ;
- № 8 — Фонд независимого радиовещания;
- № 10, корпус 1 — детский сад № 1476 для детей с нарушением речи.